# 2011년 태풍
이 문서에서는 2011년에 발생하는 태풍들의 활동에 대해 기록하였다.
2011년에는 5월 7일에 태풍 에어리가 발생한 것을 시작으로 연말까지 총 21개의 태풍이 발생하였다.
평균적으로 1년 동안 태풍 발생 개수가 25.6개인 것과 비교하면 낮은 수치이다.

## 통계

### 월별 태풍 발생 개수
| -                                  | 1월       | 2월       | 3월       | 4월       | 5월       | 6월       | 7월       | 8월        | 9월        | 10월     | 11월       | 12월       |
| ---------------------------------- | --------- | --------- | --------- | --------- | --------- | --------- | --------- | ---------- | ---------- | -------- | ---------- | ---------- |
| 2011년                             | 0 (0)     | 0 (0)     | 0 (0)     | 0 (0)     | 2 (2)     | 3 (5)     | 4 (9)     | 3 (12)     | 7 (19)     | 1 (20)   | 0 (20)     | 1 (21)     |
| 30년 평균 1981년~2010년            | 0.3 (0.3) | 0.1 (0.4) | 0.3 (0.7) | 0.6 (1.3) | 1.0 (2.3) | 1.7 (4.0) | 3.6 (7.6) | 5.9 (13.5) | 4.9 (18.4) | 3.6 (22) | 2.3 (24.3) | 1.2 (25.6) |
| - 괄호 안의 숫자는 누적 태풍 수임. |           |           |           |           |           |           |           |            |            |          |            |            |

## 활동한 태풍

### 제1호 태풍 에어리
태풍 에어리(태풍 번호: 1101, JTWC 지정 번호: 03W, 국제명:AERE, 필리핀 기상청(PAGASA) 지정 이름: Bebeng)는 2011년에 북서태평양에서 발생한 첫 번째 태풍이다. 에어리로 인해 필리핀 루손섬 곳곳에서 엄청난 폭우가 내려 산사태와 급작스러운 홍수를 일으켜 전기공급이 중단되는 사태가 빚어져 큰 피해가 잇따랐다.
이른 5월 4일, 팔라우 서쪽 약 140 km 부근 해상에서 저기압지대가 형성되기 시작했다. 다음 날, 이 저기압대가 북서쪽으로 이동하면서 필리핀 동쪽 해상을 지나기 시작했다. 그러나 이후 북동쪽에 위치한 고기압에 의해 거의 고정적인 상태가 되었다. 이 때 태평양은 태풍이 강해지기 좋은 조건을 갖추었었다. 5월 6일에 이 저기압은 북서쪽으로 느리게 이동하기 시작했으며 일본 기상청(JMA)는 이 저기압을 열대 저기압으로 상향조정했으며, 오후에는 미국 합동태풍경보센터에서도 열대 저기압으로 격상시켰다. 같은 날 저녁, 필리핀 기상청(PAGASA)는 이 열대 저기압의 이름을 'Bebeng'으로 명명하였다. 5월 7일 오후에는 JMA가 열대 저기압을 열대 폭풍으로 한단계 올리고 에어리(Aere)라는 이름을 붙였다. 이 열대폭풍은 계속 발달하였으나 열대폭풍상태에서 발달을 멈추었고 이상태로 대만 동쪽 먼 해상과 동중국해를 지나고 5월 12일, 일본 규슈 남부에서 열대 저기압으로 약화되었다.
열대폭풍 에어리(AERE)는 미국에서 제출하였으며 폭풍을 의미한다. 전년인 2010년의 1호태풍인 오마이스(OMAIS)도 미국에서 제출했는데 이렇게 미국에서 제출한 태풍의 이름이 2010년과 2011년 동시에 첫 번째로 사용된 이유는 2010년의 태풍이 단 14개밖에 없었기 때문이다. 태풍의 이름은 14개 국가에서 제출한 이름을 주기로 해 이름을 붙이므로 이러한 일이 나온 것이다.
이른 5월 8일, 열대폭풍 에어리는 북부 필리핀에 상륙하면서 전국에 많은 비를 뿌렸다. 루체나발 마린두케행 배를 타려 했던 210명의 승객들과 롬블론발 산 페르난도행 배를 타려 했던 125명의 승객들이 많은 비와 높은 파도 때문에 운항이 취소되면서 피해를 겪었고 10만명이 넘는 마을 주민들이 산사태 때문에 위협을 받았다. 열대폭풍 에어리는 루손섬 많은 지역에 산사태와 전기를 끊어놓기도 하였다. 적어도 50편의 비행편이 기상악화로 인해 결항되었고 필리핀 대통령인 베니그노 아키노 3세는 날씨가 좋지 않아 비행편이 취소되면서 인도네시아에서 갖는 정상회의 참석을 미루기도 하였다. 에어리로 인한 농업 손실액은 필리핀 페소 약 13.7억 페소, 미국 달러 환산시 약 3170만 달러의 피해액이 났고 광범위한 홍수와 산사태는 집들을 덮치고 도로를 차단했으며 통신도 두절시켰다. 칸타르만이라는 도시에서는 24시간만에 377.4 mm의 기록적인 강수량을 기록하기도 했다.
중화민국 정부에서는 대만 남동부 지역에 거주하고 있는 주민들에게 곧 열대폭풍 에어리가 지나가 매우 강한 비가 내릴 것이라고 알렸다. 중앙 기상 사무국에서는 모든 정박해 있는 배와 남동부 주민들에게 산사태와 홍수의 가능성을 경고했다.

### 제2호 태풍 송다
제2호 태풍 송다(SONGDA)는 5월 22일 오후 3시에 미국 괌 서남서쪽 약 920 km 부근 해상에서 중심기압 998 hPa, 최대풍속 17 m/s, 강풍반경 150 km, 크기 '소형'의 열대폭풍으로 발생하였다. 태풍은 발생 후 계속 서북서진으로 이동하면서 발달했다. 26일 오전 9시에는 중심기압 945 hPa, 최대풍속 45 m/s, 강풍반경 300 km인 중형의 매우 강한 태풍이 되었다. 26일 오후 3시경에는 중심기압이 920 hPa까지 떨어지면서 맹렬한 태풍이 되었다. 이후 1일간 세력을 유지하다가 필리핀 북동부를 지나면서 27일 오후 9시 중심기압이 935 hPa, 최대풍속 48 m/s, 강풍반경 300 km으로 쇠퇴기에 접어들었으며, 이후 태풍은 북동진하였다. 28일 오후 9시 중심기압 940 hPa, 최대풍속 43 m/s, 강풍반경 280 km로 강도 '강'의 소형급 태풍이 되었으며, 일본 오키나와섬을 통과하였다. 점차 일본 해상에 다다르면서 태풍의 속도는 빨라지고, 급약화 되며 7월29일 오후 3시를 기해 일본 오사카 남남서쪽 약 230 km 해상에서 중심기압 990 hPa의 온대저기압으로 변질되었다. 반면, 일본 기상청은 중심 기압 982 hPa의 온대저기압으로 변질되었다고 발표하여, 해석의 차이를 보였다.
태풍 송다의 영향을 받은 일본에서는 1명이 사망하고, 67명이 부상당하는 피해를 받았으며 5월 29일~30일에 5개 지점에서 24시간 강수량이 관측 사상 최대를 기록했다.
'송다'는 베트남에서 지어졌으며 강의 이름을 의미한다.

### 제3호 태풍 사리카
'사리카'는 캄보디아에서 제출한 이름이며 '새'를 의미한다.

### 제4호 태풍 하이마
제4호 태풍 하이마(HAIMA)는 6월 21일 오후 3시에 중심기압 996 hPa, 최대풍속 19 m/s, 강풍반경 120 km 소형의 열대폭풍으로 중국 홍콩 남남동쪽 약 400 km 부근 해상에서 발생하였다. 6월 22일 오후 9시에 중심기압 992 hPa, 최대풍속 22 m/s, 강풍반경 150 km로 발달하였고 23일 오후 3시에는 중심기압 990 hPa, 최대풍속 24 m/s, 강풍반경 200 km이었다. 이후 2일간 세력을 유지하다가 6월 25일 오전 9시에 베트남 하노이 서남서쪽 약 240 km 부근 육상에서 중심기압 992 hPa의 열대저기압으로 약화되었다. 반면, 일본 기상청은 6월 24일 오후 7시에 중심기압 985 hPa, 최대풍속 20 m/s, 강풍반경(직경) 430 km를 정점으로 점차 약화되어 25일 오전 10시에 중심기압 992 hPa의 열대저기압으로 약화되었다고 하여, 해석의 차이를 보였다. 한편, 태풍 하이마가 상륙한 중국 광동성과 베트남에서 18명이 사망하고 300명이 부상을 당했으며, 필리핀에서도
6명이 사망하고 11명이 실종되는 큰 피해를 입혔다.
'하이마'는 중국에서 제출한 이름이며 '해마'를 의미한다.

### 제5호 태풍 메아리
제5호 태풍 메아리(MEARI)는 6월 22일 오후 3시에 중심기압 998 hPa, 최대풍속 18 m/s, 강풍반경 300 km 크기 중형의 열대폭풍으로 필리핀 마닐라 동쪽 약 860 km 부근 해상에서 발생하였다. 발생 당일 오후 9시 중심기압 994 hPa, 최대풍속 21 m/s, 강풍반경 350 km로 발달하였고 그 후 6월 23일 오후 3시에 중심기압 990 hPa, 최대풍속 24 m/s, 강풍 반경 350 km이 되었다. 그 후 세력이 유지되다가 2일 뒤인 6월 25일 새벽 3시에 중심기압 975 hPa, 최대풍속 34 m/s, 강풍 반경 420 km, 중형의 강도 '강'의 태풍으로 발달하였다. 같은 날 오전 9시에 중심기압 970 hPa, 최대풍속 36 m/s를 최대로 더 이상 발달하지 않았다.
26일 오전 3시에 서귀포 서남서쪽 해안을 통과하며 중심기압 985 hPa, 최대풍속 27 m/s까지 약화되었으며 같은 날 오후 12시에는 군산 서쪽 해안을 지나며 중심기압 988 hPa, 최대풍속 25 m/s로 약화되었다. 이후 오후 9시에 백령도 서쪽 해상을 통과하면서 중심기압 990 hPa, 최대풍속 24 m/s, 강풍반경 280 km 크기 소형의 열대폭풍이 되었다.
그리고 6월 27일 오후 3시에 북한 신의주 동남동쪽 약 80 km 부근 육상에 상륙하였고, 온대저기압으로 변질되었다.
반면, 미국합동태풍경보센터(JTWC)는 26일 밤 열대저기압으로 약화되었다고 하여 해석의 차이를 보였다.
이렇게, 해석의 차이를 보인 이유는 위도 38도 이상의 고위도 해상에서 태풍 메아리는 이동 속도가 급격히 느려져, 온대저기압과 이동이 비슷했기 때문이다.
'메아리'는 조선민주주의인민공화국에서 제출한 이름이며 '메아리'를 의미한다.

### 제6호 태풍 망온
제6호 태풍 망온(MA-ON)은 7월 12일 오후 3시에 중심기압 1000 hPa, 최대풍속 18 m/s, 강풍 반경 380 km 크기 '중형'의 열대폭풍으로 미국 괌 동북동쪽 약 1280 km 부근 해상에서 발생하였다. 13일 오후 9시에는 중심기압 980 hPa, 최대풍속 31 m/s, 강풍 반경 370 km의 중형의 강한 열대폭풍으로 발달하였고, 14일 오전 3시에 중심기압이 970 hPa대로 떨어지면서 중형의 강한 태풍이 되었으다. 15일 오전 9시에는 중심기압 950 hPa, 최대풍속 43 m/s, 강풍 반경 430 km로 더욱 발달하였다. 이 후 7호 태풍 도카게가 발생하면서 후지와라 효과로 도카게를 흡수하면서 세력이 다소 지연되었다. 16일 오후 9시에는 중심기압이 925 hPa까지 떨어지면서 태풍의 최성기가 되었다. 이후 1일간 세력을 유지하다가 17일 새벽 3시에 일본 오키나와 동쪽 부근까지 북상하면서 중심기압 945 hPa, 최대풍속 45 m/s, 강풍반경 480 km로 다소 약화되었다. 이후 태풍이 점차 고위도로 북상하면서 세력이 빠르게 약화되기 시작하여
19일 오전에 시코쿠 해상 부근까지 북상하면서 강도 '강'의 태풍으로 격하되었다. 20일 오전에는 일본 오사카 남남동쪽 약 120 km 부근 육상에 상륙하였다
이후 태풍은 남동진 하기 시작하면서 21일 3시에 중심기압 985 hPa, 최대풍속 27 m/s, 강풍반경 300 km로 중형의 강한 열대폭풍으로 약화되었으며
22일 오후 3시에는 중심 기압 988 hPa으로 더 약화되었고, 이후 태풍은 북북동진하였다.
대한민국 기상청은 24일 오후 3시에 중심 기압 992 hPa의 온대저기압으로 변질되어 소멸하였다. 반면 일본 기상청은 24일 오후 9시에 중심 기압 994 hPa의 온대저기압으로
변질되어 소멸하였다고 하여, 해석의 차이를 보였다.
태풍 망온이 직접 상륙한 일본은 부상자가 속출하는 등의 피해를 입었다.
'망온'는 홍콩에서 제출한 이름이며 '말안장'을 의미한다.

### 제7호 태풍 도카게
제7호 태풍 도카게(TOKAGE)는 7월 15일 오후 12시에 중심기압 1004 hPa, 최대풍속 18 m/s, 강풍반경 180 km로 필리핀 마닐라 동쪽 약 1290 km 부근 해상에서 발생하였다. 그러나 크게 발달하지 못하고 7월 16일 오전 9시에 후지와라 효과로 인하여 6호 태풍 망온에 흡수되었다.
'도카게'는 일본에서 제출한 이름으로 '도마뱀'을 의미한다.

### 제8호 태풍 녹텐
제8호 태풍 녹텐(NOCK-TEN)는 7월 26일 오전 9시에 중심기압 1000 hPa, 최대풍속 18 m/s, 강풍반경 200 km 크기 소형의 열대폭풍으로 필리핀 마닐라 동쪽 약 300 km 부근 해상에서 발생하였다. 27일 9시에 중심기압 985 hPa, 최대풍속 27 m/s, 강풍반경 250 km로 소형의 강한 열대폭풍으로 발달하였다. 그리고 필리핀을 강타한 이후 중심기압 990 hPa, 최대풍속 24 m/s로 약화된 상태로 세력을 계속 유지하다가 30일에 베트남에 상륙하였으며 세력이 약화되기 시작하여
31일 오전 9시에 열대저기압으로 약화되었다.
태풍 녹텐이 상륙한 필리핀, 중국, 베트남, 태국에서 모두 128명이 사망하고 10명이 부상당하는 큰 피해가 발생하였다.
'녹텐'은 라오스에서 제출한 이름으로, 새를 의미한다.

### 제9호 태풍 무이파
제9호 태풍 무이파(MUIFA)는 7월 28일 오후 3시에 미국 괌 서쪽 약 1060 km 부근 해상에서 중심기압 998 hPa, 최대풍속 18 m/s, 강풍반경 200 km, 크기 소형의 열대폭풍으로 발생하였다. 태풍은 조금씩 더 발달하여 30일 오전 9시에는 중심 기압 980 hPa, 최대 풍속 31 m/s, 강풍 반경 300 km 크기 중형의 강한 열대폭풍으로 발달했다.
이후 태풍은 급격히 발달하여 30일 오후 9시 중심기압 945 hPa, 최대풍속 45 m/s, 강풍반경 500 km 크기 대형의 매우 강한 태풍이 되었으며
31일 오전 9시에는 중심기압 930 hPa, 최대풍속 50 m/s, 강풍반경 580 km을 기록해 태풍의 일생 중 가장 강한 상태가 되었다. 그러나, 태풍이 정체하기 시작하면서 세력이 쇠퇴하기 시작하여 8월 1일 오전 9시 중심기압 935 hPa, 최대풍속 48 m/s, 강풍반경 530 km가 되었으며, 같은 날 오후 3시에는 중심기압 945 hPa, 최대풍속 45 m/s, 강풍반경 500 km로
더 약화되었다. 이후 4일 이상 세력을 유지하다가, 6일 오전 3시에 중심기압 950 hPa, 최대풍속 43 m/s, 강풍반경 450 km 크기 중형의 강한 태풍으로 격하되었다. 이후 중국 상하이 방향을 향해 북상하다 일본 오키나와 인근 해상을 통과해 8월 6일부터 방향을 틀어 한반도를 향해 북상하기 시작했다. 태풍은 7일 오후 3시에 중심기압 970 hPa, 최대풍속 36 m/s, 강풍 반경 400 km 크기 중형의 강한 태풍으로 제주도 서귀포 서쪽 해상을 통과해 서해상으로 북상했다. 이후 호남 서해안과 충남 서해안을 지나 8일 오전 9시에 중심기압 980 hPa, 최대풍속 31 m/s, 강풍 반경 330 km의 세력으로 인천 앞바다에 이르렀다. 이후 계속 북북동진하여 오후 6시에 신의주 남남동쪽 약 50 km 부근 육상에 상륙했다. 그리고 오후 9시에는 랴오둥반도에 도달했다. 8월 9일 오전 9시 경 강계 북쪽 약 660 km 부근에서 열대저압부으로 약화되었다. 태풍 무이파의 영향을 받은 중국, 대한민국, 조선민주주의인민공화국에서
큰 피해가 발생하였다.
'무이파'는 마카오에서 제출하였으며, 서양자두 꽃을 의미한다.

### 제10호 태풍 므르복
제10호 태풍 므르복(MERBOK)은 8월 3일 오후 3시에 일본 도쿄 동남동쪽 약 2450 km 부근 해상에서 중심기압 1000 hPa, 최대풍속 18 m/s, 강풍반경 150 km
크기 소형의 열대폭풍으로 발생하였다. 5일 오후 3시에는 중심기압 990 hPa, 최대풍속 24 m/s, 강풍반경 250 km로 발달하였고, 6일 오전 3시에는 중심기압 985 hPa,
최대풍속 27 m/s, 강풍반경 280 km 크기 소형의 강한 열대폭풍이 되었다. 같은 날 오후 9시에는 중심기압 980 hPa, 최대풍속 31 m/s, 강풍반경 300 km로 더욱 발달했다. 이후 태풍은
북동진하기 시작하였다. 그러나, 태풍이 중위도 지역에 도달하자 더 이상 발달하지 못하고 8일 오후 3시에 중심기압 985 hPa, 최대풍속 27 m/s, 강풍반경 280 km로 다시 약화되었다.
8월 10일 오전 3시에 중심 기압 988 hPa의 온대저기압으로 변질되었다. 반면, 대한민국 기상청은 8월 9일 오후 9시에 일본 삿포로 동쪽 약 1760 km 부근 해상에서 중심 기압 985 hPa의 온대저기압으로 변질되었다고 발표하여 일본 기상청의 해석과 차이를 보였다.
'므르복'은 말레이시아에서 제출한 이름으로, 점박이목 비둘기를 의미한다.

### 제11호 태풍 난마돌
제11호 태풍 난마돌(NANMADOL)은 8월 23일 오후 9시에 중심기압 998 hPa, 최대풍속 19 m/s, 강풍반경 200 km 크기 소형의 열대폭풍으로 필리핀 마닐라 동북동쪽 약 690 km 부근 해상에서 발생하였다. 발생 이후 태풍은 느리게 이동하면서 발달하기 시작하였다. 그 후 24일 오후 3시에 중심기압 985 hPa, 최대풍속 27 m/s, 강풍반경 280 km로 발달하였으며, 25일 오후 3시에는 중심기압 965 hPa, 최대풍속 38 m/s, 강풍반경 300 km 크기 중형의 강한 태풍으로 발달했다. 26일 오전 3시에는 매우 강한 태풍으로 더 발달하였고 같은 날 오후 3시에는 중심기압이 925 hPa까지 떨어져 최성기가 되었다. 그 후 필리핀 육지에 가까워져 26일 오전 9시에 중심기압 935 hPa로 다소 약화되었며, 필리핀을 강타한 뒤 북서진하면서 태풍은 급속도로 약화하기 시작했다. 27일 오후 9시에 강도 '강'의 태풍으로 격하되었고, 28일 오전 9시에는 강도 '중'의 태풍으로 약화되었다.
이후 타이완에 상륙하면서 29일 오후 9시에는 강도 '약'의 태풍이 되었다. 태풍은 북북서진하면서 대만 해협을 지나 중국 화난지역에 상륙한 뒤
31일 오후 3시에 열대저기압으로 약화되었다.
한편, 태풍의 영향을 받은 대만, 중화인민공화국, 필리핀에서 큰 피해가 발생하였다.
'난마돌'은 미크로네시아에서 제출한 이름이며 유적지를 의미한다.

### 제12호 태풍 탈라스
제12호 태풍 탈라스(TALAS)은 8월 25일 오전 9시에 중심기압 998 hPa, 최대풍속 18 m/s, 강풍반경 200 km 크기 소형의 열대폭풍(TS)으로 미국 괌 북서쪽 약 600 km 부근 해상에서 발생하였다. 발생 이후 태풍은 서북서진하면서 발달하기 시작했다. 26일 오전 9시에 중심기압 985 hPa, 최대풍속 27 m/s, 강풍반경 320 km 강도 '중' 크기는 중형의 태풍(강한 열대폭풍,STS)으로 발달했다. 이후 태풍이 정체하면서 세력을 유지하다가 북진하면서 30일 오전 3시에 중심기압 965 hPa, 최대풍속 35 m/s인 강도 '강'(TY)의 태풍으로 발달했다.
그리고 같은 날 오전 9시에 최대풍속 38 m/s로 더 발달한 채 북서진하며 약 3일간 세력을 유지하다가 더 이상 발달하지 못하고 9월 2일 오후 3시 중심기압 970 hPa, 최대풍속 36 m/s로 조금 약화된 채 일본 오사카 남남서쪽 약 380 km 부근 해상까지 북상했다. 이후 제12호 태풍 탈라스는 일본육지와 가까워지면서 서서히 약화되어 중심기압 975 hPa, 최대풍속 32 m/s의 강한 열대폭풍(STS)로 격하되면서 3일 오전 3시에 일본 오사카 남서쪽 약 240 km 해상까지 북상하면서, 한반도에도 태풍특보가 내려지는 등 간접 영향을 받았다.같은날 오후 4시에는 985 hPa로 약화된 채 일본 시코쿠에 상륙했다. 이후 일본을 통과한후 동해로 진출함에 따라 4일 오후 4시에는 중심기압 994 hPa, 최대 풍속 20 m/s으로 더욱 약화되었다.
결국 일본을 강타 한 후 동해로 진출한 태풍 탈라스는 끝내 9월 5일 오전 3시경 독도 동북동쪽 약 240 km 부근 해상에서 996 hPa의 온대저기압으로 변질되었다.
한편, 태풍이 상륙한 일본에서는 많은 피해가 발생하였다.
'탈라스'는 필리핀에서 제출한 이름으로 날카로움을 의미한다.

### 제13호 태풍 노루
제13호 태풍 노루(NORU)는 9월 4일  오후 3시에 중심기압 996 hPa, 최대풍속 19 m/s, 강풍 반경 350 km의 열대저기압(TD)에서 강도 '약',크기 '중형'의 태풍(열대폭풍,TS)이
일본 도쿄 동남동쪽 약 1250 km 해상에서 발생하였다. 오후 9시에는 중심기압 994 hPa, 최대풍속 21 m/s, 강풍 반경 300 km로, 9월 5일 오전 3시에는 중심기압 992 hPa, 최대풍속 22 m/s, 강풍반경 300 km로 발달하였다.
이후 고위도로 진출하면서 더 이상 발달하지 못하고 9월 6일 오후 9시 일본 삿포로 동쪽 약 800 km 해상에서 994 hPa의 온대저기압으로 변질되었다.
'노루'는 대한민국에서 제출한 이름이다.

### 제14호 태풍 꿀랍
제14호 태풍 꿀랍(KULAP)은 9월 7일 오후 12시(정오)에 일본 오키나와섬 동남동쪽 약 940 km 부근 해상에서
중심기압 1000 hPa, 최대풍속 18 m/s, 강풍반경 150 km의 열대저압부(TD)에서 크기 '소형'의 열대폭풍(TS)으로 발생하였다.
그러나 잠시 동안 998 hPa로 발달하였으나 이후 더 이상 발달하지 못하고 쇠퇴하여 9월 10일 오전 3시에 서귀포 남남동쪽 약 330 km 해상에서 1006 hPa의 열대저압부로 약화되었다. 이 열대저압부는 계속 북북서진하여 한반도에 영향을 주었다. 이후 저기압으로 변질되어 동해상으로 빠져나갔다.
'꿀랍'은 태국에서 제출하였으며, 장미를 의미한다.

### 제15호 태풍 로키
제15호 태풍 로키(Roke)는 9월 13일 오후 9시에 중심기압 998 hPa, 최대풍속 18 m/s, 강풍반경 200 km의 열대저압부(TD)에서 크기 '소형'의 열대폭풍(TS)로 발생하였다. 발생 초기에 느리게 발달하다가, 북서진하다 서진하여 16일 오전 9시에는 중심기압 985 hPa, 최대풍속 27 m/s, 강풍반경 330 km의 중형의 강한 열대폭풍(STS)으로 발달하였다. 태풍은 점차 남진하면서 느리게 이동하고 이내 남동, 동북동진으로 진로를 바꾸며 이동속도는 더욱 느려지면서 오키나와 동쪽 해상에서 1회전을 했으며 세력도 정체했다.
그러나 태풍이 점차 서서히 속도를 붙여 북진하면서 세력은 발달하기 시작해 19일 오후 9시에는 중심기압 970 hPa, 최대풍속 34 m/s, 강풍반경 330 km 로 강도 '강'의 태풍(TY)으로 발달하였고 20일 오전 9시에는 중심기압 960 hPa, 최대풍속 40 m/s로 더 발달하였으며 태풍의 눈이 생기기 시작하였다. 이 무렵 태풍은 북위 30도를 넘어서면서 이후 태풍이 빠른 속도로 북동진하며 약화될것으로 예상되었으나, 이동 속도가 느렸으며 태풍은 급발달하여 다음날 오전 4시에는 중심기압 940 hPa, 최대풍속 46 m/s, 강풍반경은 480 km까지 올라가면서 매우 강한 태풍이 되며, 태풍으로서의 가장 강한 시기가 되었다.
이후 속도를 내어 북동진 하면서 21일 오후 3시경 일본 나고야 부근에 상륙한 태풍 로키는 중심기압 955 hPa, 최대풍속 41 m/s, 강풍반경 420 km를 유지하였고 이후 시속 60 km의 빠른속도로 일본 열도를 단 6시간만에 관통하고 다음날 오전 3시까지 중심기압 970 hPa, 최대풍속 36 m/s의 강한 세력을 유지한 채, 온대저기압화가 진행되어 9월 22일 오후 3시에 일본 삿포로 동북동쪽 약 650 km 해상에서 중심기압 975 hPa의 온대저기압으로 변질되었다.
한편 태풍이 상륙한 일본에는 일 최대 500 mm가 넘는 강우량을 기록한 폭우가 쏟아진 곳도 있었으며 많은 피해가 발생하였다.

'로키'는 미국에서 제출한 이름으로 남자 이름이다.

### 제16호 태풍 선까
제 16호 태풍 선까(SONCA)는 9월 15일 오후 3시에 미국 괌 북동쪽 약 1460 km 해상에서 중심기압 1004 hPa, 최대풍속 18 m/s, 강풍반경 220 km의 열대저압부(TD)에서
크기 '소형'의 열대폭풍(TS)로 발생하였다. 발생 이후 서진하면서 17일 오전 9시에는 중심기압 996 hPa로 발달하였다. 태풍의 방향은 점차 북서진하면서
같은 날 오후 3시에는 중심기압 990 hPa, 최대풍속 25 m/s, 강풍반경 300 km 크기 '중형'의 강한 열대폭풍(STS)로 발달했다.
이어서 태풍은 북진으로 진로를 바꾸고 같은날 오후 3시에는 중심기압 975 hPa, 최대풍속 34 m/s, 강풍반경 330 km 로 발달하여, 태풍으로서의 최고 단계인 TY로 격상되었으며,
태풍은 계속 빠른 속도로 북진하면서 다음날 오전 3시에는 중심기압 970 hPa, 최대풍속 36 m/s, 강풍반경 350 km로 발달해 태풍의 최성기를 이루었다. 이후 최성기의 세력으로
일본 동쪽 해상을 통과하였다. 태풍은 북위 39도까지 강한 세력을 유지했으나, 이후 급격히 약화되어 21일 오전 3시에 중심기압 998 hPa의 온대저기압으로 변질되었다.
'선까'는 베트남에서 제출한 이름으로 새의 한 종류를 의미한다.

### 제17호 태풍 네삿
제17호 태풍 네삿(NESAT)은 9월 24일 오후 3시에 중심기압 1000 hPa, 최대풍속 18 m/s, 강풍반경 200 km 크기 '소형'의 열대폭풍(TS)으로 필리핀 마닐라 동쪽 약 1660 km 부근 해상에서 발생하였다. 태풍은 발생 이후부터 서진하기 시작하여
25일 오전 9시에 중심기압 985 hPa, 최대풍속 27 m/s, 강풍반경 220 km 크기 '소형'의 강한 열대폭풍(STS)으로 발달했다. 그리고 같은 날 오후 9시에는 중심기압 980 hPa, 최대풍속 31 m/s이 되었으며, 26일 오전 9시에는 중심기압 965 hPa, 최대풍속 38 m/s, 강풍반경 350 km 크기 '중형'의 태풍(TY)으로 발달하였다.
그 후 26일 오후 3시에 중심기압 950 hPa, 최대풍속 43 m/s, 강풍반경 430 km을 기록하며 가장 강한 시기가 되었다. 태풍은 계속 서진하여 필리핀 해안에 접근하기 시작하면서
쇠퇴하기 시작해 27일 오전 9시에 중심기압 960 hPa, 최대풍속 40 m/s로 약화했으며, 같은 날 오후 3시에 필리핀 루손섬에 상륙했다.
그 후 28일 오후 3시에 중심기압 970 hPa, 최대풍속 36 m/s, 강풍반경 320 km으로 약화하였으나, 따뜻한 남중국해의 수온 덕분에 다시 재발달하여 다음날인 29일 오전 3시에는 중심기압 965 hPa, 최대풍속 38 m/s, 강풍반경 420 km 로 발달하였다. 그 후 중국 하이난섬을 통과하면서 30일 오전 3시에 중심기압 980 hPa, 최대풍속 31 m/s, 강풍반경 300 km로 더욱 약화되었다. 육지에 상륙하면서 그 세력은 계속 약화되어, 10월 1일 오전 3시에 베트남 하노이에 상륙하여  중심기압 1004 hPa의 열대저압부으로 약화되었다.
태풍 네삿이 상륙한 필리핀에서 21명이 사망하는 등 피해를 입었다.
'네삿'은 캄보디아에서 제출한 이름이며 낚시를 의미한다.

### 제18호 태풍 하이탕
제18호 태풍 하이탕(HAITANG)은 9월 25일 오전 9시에 중심기압 996 hPa, 최대풍속 19 m/s, 강풍반경 200 km 크기 '소형'의 열대폭풍으로 중국 잔장 남남동쪽 약 620 km 부근 해상에서 발생하였다. 그러나 내륙 근처에서 발생하여 발달하지 못하고 발생당시 세력을 유지하면서 서진하다가 26일 오후 3시에는 중심기압 998 hPa, 최대풍속 18 m/s로 약화되었다.
태풍은 계속 서진하여 27일 오전 9시 경 베트남에 상륙했다. 그 후 세력이 빠르게 약화하면서 6시간 후인 오후 3시에 베트남 하노이 남쪽 약 520 km
부근 해상에서 열대저압부으로 약화되었다.
'하이탕'은 중국에서 제출한 이름이며 해당화 · 꽃사과 등을 부르는 말이다.

### 제19호 태풍 날개
제 19호 태풍 날개(NALGAE)는 9월 28일 오전 3시에 미국 괌 북서쪽 약 980 km 부근 해상에서 중심기압 1002 hPa, 최대풍속 18 m/s, 강풍반경 120 km 크기 '소형'의 열대폭풍(TS)로 발생하였다. 태풍은 발생하자마자 서진하기 시작했다. 그리고 발달도 빨라 29일 오전 3시에 중심기압 980 hPa, 최대풍속 31 m/s, 강풍반경 200 km 로 발달하면서 강한 열대폭풍(STS)로 격상되었다. 30일 오후 3시에는 중심기압 955 hPa, 최대풍속 41 m/s, 강풍반경 250 km 크기 '소형'의 태풍(TY)이 되었다.
그리고 태풍은 서진하면서 계속 발달하여 10월 1일 오전 9시 일본 기상청 기준 중심기압 935 hPa, 최대풍속 50 m/s을 기록하며 매우 강한 태풍이 되었다.
같은 날 정오 부근에는 필리핀 루손섬에 상륙했다.
그 후 10월 1일 오후 3시 중심기압 940 hPa, 최대풍속 46 m/s로 약화되었다. 그리고 필리핀을 완전히 관통한 후인 10월 2일부터 빠르게 약화되어 오전 3시에는 중심기압 965 hPa, 최대풍속 38 m/s, 강풍반경 230 km로 더욱 약화되었고, 같은날 오후 3시경에는 중심기압 975 hPa, 최대풍속 32 m/s, 강풍반경 200km로 크기 '소형'의 강한 열대폭풍(STS)이 되었다.
3일 오전 9시에는 중심기압 985 hPa, 최대풍속 27 m/s, 강풍반경 200 km으로 약화되었고, 이 태풍은 그후에도 계속 약화되어, 다음날 오전 3시에는 중심기압 990 hPa, 최대풍속 24 m/s, 강풍반경 200 km의 소형의 열대폭풍(TS)로 격하되었고, 하이난섬을 관통하면서 세력은 더욱 약화되어 5일 오전 3시에는 중심기압 1000 hPa, 최대풍속 18 m/s, 강풍반경 150 km로 약화되었다. 그 세력은 계속 쇠퇴하여 끝내 5일 오후 3시에 베트남 하노이 남동쪽 약 350 km 부근 해상에서 중심기압 1004 hPa의 열대저압부로 약화되었다.
'날개'는 조선민주주의인민공화국에서 제출한 이름이다.

### 제20호 태풍 바냔
제20호 태풍 바냔(BANYAN)은 10월 11일 오후 3시에 필리핀 마닐라 남동쪽 1040 km 해상에서 중심기압 1002 hPa, 최대풍속 18 m/s, 강풍반경 150 km 크기 '소형'의 열대폭풍으로 발생하였다. 그러나 크게 발달하지 못하고 발생 직후 곧바로 북서진하여 필리핀 중부를 관통하면서 세력은 약화되어 10월 13일 오전 3시에 필리핀 마닐라 남남서쪽 약 240 km 부근 해상에서 열대저압부로 약화되었다.
'바냔'은 홍콩에서 제출한 이름으로 나무의 한 종류다.

### 제21호 태풍 와시(제명)
제21호 태풍 와시(WASHl)는 12월 15일 오후 3시에 중심기압 1000 hPa, 최대풍속 18 m/s, 강풍반경 200 km 크기 '소형'의 열대폭풍으로 필리핀 마닐라 동남동쪽 약 1460 km 부근 해상에서 발생하였다. 태풍은 발생 후 서진하여 16일 밤에 필리핀 민다나오섬을 상륙하였다.
그 후 조금 발달하여 12월 17일 오전 9시에는 중심기압 996 hPa, 최대풍속 20 m/s가 되었다.
그러나 더 이상 발달하지 못하고 18일 오후 3시에 중심기압 998 hPa, 최대풍속 18 m/s로 다시 약화되어, 19일 오후 3시에 베트남 호치민 동남동쪽 약 620 km 부근 해상에서
열대저기압으로 약화되었다.
태풍이 통과한 필리핀에서는 1,257명이 사망하고, 많게는 85명이 실종되었으며 이재민은 3만 5천여명에 이르는 극심한 피해가 발생하였다.
'와시'는 일본에서 제출한 이름이며 독수리 자리(별자리)를 의미한다. 이 태풍은 민다나오섬에 큰 피해를 주어서 하토로 제명되었다. 그러나 2017년에 남긴 큰 피해로 야마네코로 바뀌었다.

## 같이 보기
- 2011년 동태평양 허리케인
- 2011년 북대서양 허리케인
- 2011년 북인도양 사이클론